# Casier judiciaire
Pour les articles homonymes, voir Casier judiciaire (homonymie).

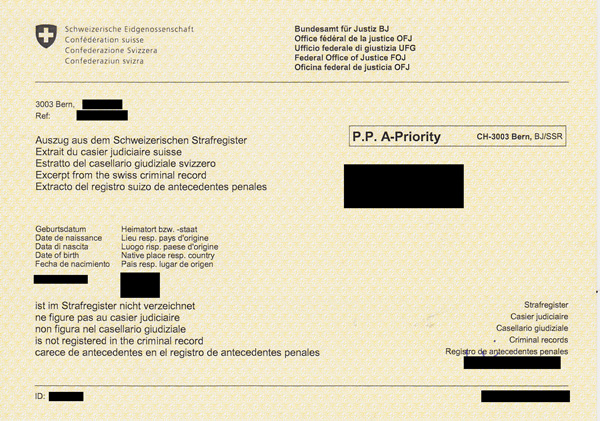
Extrait de casier judiciaire suisse. Ici, la personne « ne figure pas au casier judiciaire ».

Le casier judiciaire est un fichier recensant les condamnations pénales d'un individu, et mis à disposition de l'autorité publique.
Tant dans le mode d'administration que dans son contenu, les caractéristiques du casier judiciaire peuvent varier très significativement d'un pays à l'autre.

## Historique
Le premier casier judiciaire est apparu au XIXe siècle en France, sous l'inspiration d'Arnould Bonneville de Marsangy.

## Par pays

### Belgique
Toute personne peut demander un extrait de son propre casier judiciaire au guichet « Population » de la maison communale de son domicile sur présentation de sa carte d'identité. Une taxe est perçue. En Belgique, ce document s'appelle, ou s'est appelé dans le passé, « Certificat de bonnes vie et mœurs ». Si le casier judiciaire de l'intéressé est vierge, ce document porte en grand et en diagonale la surcharge « NÉANT ».

### Canada
En droit canadien, le casier judiciaire est le dossier conservé par la Gendarmerie royale du Canada sur les personnes ayant été accusées d'une infraction criminelle. Il comprend la liste des accusations et des condamnations de l'infractionnaire. Un condamné qui s'est réadapté peut demander la suspension du casier judiciaire en vertu de la Loi sur le casier judiciaire, L.R.C. 1985, c. C-47.
Sauf exception, le casier judiciaire dure toute la vie d'une personne et il subsiste jusqu'à l'âge de 125 ans.

### France
Le casier judiciaire en France remonte à la Deuxième République. Aujourd’hui, le casier judiciaire — dont le nom officiel est casier judiciaire national automatisé — est un fichier informatisé tenu par un centre de traitement situé à Nantes depuis 1966 et placé sous l'autorité du ministre de la Justice ; le casier judiciaire est régi par le Code de procédure pénale.

### Suisse
Le principe du casier judiciaire est institué par le titre 6 du Code pénal suisse. Il a pour but, entre autres, d'assurer la conduite des procédures pénales, l'exécution des peines et des mesures, de vérifier la bonne intégration de la personne lors du processus de naturalisation, de collecter des statistiques en matière pénale ou d'exclure une personne du service civil ou de l'armée.